# Grallaria kaestneri
A Grallaria kaestneri a madarak osztályának verébalakúak (Passeriformes) rendjébe és a hangyászpittafélék (Grallariidae) családjába tartozó faj.

## Rendszerezése
A fajt F. Gary Stiles kolumbiai ornitológus írta le 1992-ben.

## Előfordulása
Kolumbia területén Cundinamarcában, az Andok keleti lejtőin lévő erdőkben honos. Állandó, nem vonuló faj.

## Megjelenése
Testhossza 15 centiméter.

## Természetvédelmi helyzete
Elterjedési területe nagyon kicsi, egyedszáma pedig csökken. A Természetvédelmi Világszövetség Vörös listáján veszélyeztetett fajként szerepel.